# کوکل (آذربایجان)
کوکل (به لاتین: Kükəl) یک منطقه مسکونی در جمهوری آذربایجان است که در شهرستان آق‌داش واقع شده‌است. کوکل ۱۱۸۳ نفر جمعیت دارد.